# 约瑟夫·布罗日
约瑟夫·布罗日（捷克語：Josef Brož，1927年4月24日—2005年3月19日），捷克排球运动员、教练。他曾带领捷克斯洛伐克国家队参加1964年夏季奥林匹克运动会排球比赛，结果队伍获得一枚银牌。